# Theodor Mommsen
(Motivazione del Premio Nobel)
Christian Matthias Theodor Mommsen (Garding, 30 novembre 1817 – Charlottenburg, 1º novembre 1903) è stato uno storico, numismatico, giurista, epigrafista e filologo tedesco.
È generalmente considerato il più grande classicista del XIX secolo. I suoi studi sulla storia romana e la storia del diritto romano sono ancora di importanza fondamentale nella ricerca contemporanea.
A coronamento di una brillante carriera accademica e scientifica, e con esplicito rimando al suo trattato Storia di Roma, fu insignito del Premio Nobel per la letteratura nel 1902.

## Biografia
Nato a Garding, Schleswig-Holstein, allora parte della monarchia danese, crebbe a Oldesloe e fece i suoi primi studi ad Altona.
Mommsen studiò giurisprudenza a Kiel dal 1838 al 1843. Grazie a una borsa di studio, poté visitare la Francia e l'Italia per approfondire la storia classica. Durante la rivoluzione del 1848, Mommsen fu corrispondente a Rendsburg e divenne professore di legge nello stesso anno all'Università di Lipsia. A causa delle sue idee liberali dovette dimettersi nel 1851, ma già nel 1852 ottenne una cattedra in Diritto romano all'Università di Zurigo e poi, nel 1854, all'Università di Breslavia.

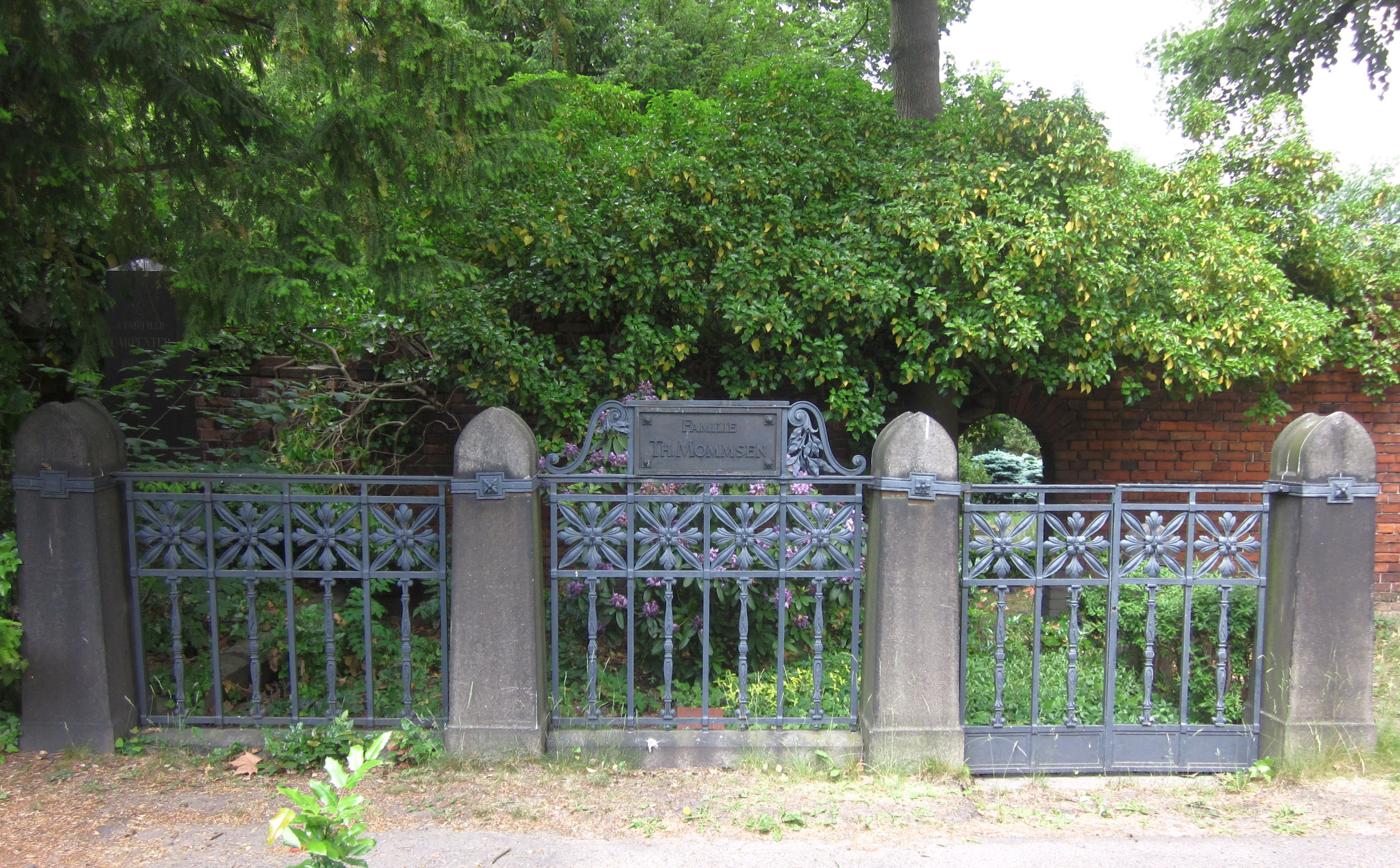
La tomba di Mommsen a Berlino

Nel 1858 fu chiamato all'Accademia delle scienze di Berlino e divenne professore di storia romana all'Università di Berlino nel 1861, dove tenne lezioni fino al 1887. Ricevette alti riconoscimenti per i suoi successi scientifici: la medaglia Pour le Mérite nel 1868, la cittadinanza onoraria di Roma e il premio Nobel per la letteratura nel 1902 per l'opera maggiore Römische Geschichte (Storia di Roma).
Mommsen e la moglie Marie (figlia dell'editore Karl Reimer di Lipsia) ebbero sedici figli, alcuni dei quali morirono in giovane età. Sua figlia Marie sposò l'insigne filologo classico Ulrich von Wilamowitz-Moellendorff. Due suoi nipoti, Hans e Wolfgang, furono eminenti storici tedeschi.

## Mommsen uomo politico
Mommsen fu delegato al Landtag prussiano nel 1863-1866 e di nuovo nel 1873-1879 e delegato al Reichstag nel 1881-1884, inizialmente per il liberale Deutsche Fortschrittspartei (Partito progressista tedesco), più tardi per i Nationalliberalen e infine per i "Secessionisti". Era molto interessato ai problemi riguardanti le politiche scientifiche ed educative, tenendo posizioni nazionalistiche.
Deluso dalla politica imperiale, al cui futuro guardava in modo pessimistico, alla fine raccomandò una collaborazione fra liberali e socialdemocratici; nel 1881 contrastò le politiche sociali di Bismarck, mentre nel 1879 aveva scritto un feroce pamphlet contro l'antisemitismo di Heinrich von Treitschke, che era fautore del cosiddetto Berliner Antisemitismusstreit.

## Attività accademica
Giurista di formazione e, inizialmente, anche di mestiere (iniziò la carriera accademica come docente di diritto), Mommsen dedicò le sue ricerche principalmente a tre campi:
1. la storia di Roma antica, di cui è tuttora considerato uno dei più insigni specialisti e nell'ambito della quale produsse il suo capolavoro, tuttora di riferimento, la Storia di Roma che gli valse il Nobel;
2. l'epigrafia romana, della quale fu pioniere (fu promotore e principale animatore dell'impresa scientifica ed editoriale del Corpus Inscriptionum Latinarum [CIL], tuttora in corso, che si prefigge di raccogliere e pubblicare scientificamente tutte le iscrizioni latine) e che gli permise di approfondire aspetti puntuali della vita sociale romana;
3. il diritto romano, disciplina di cui fu anche docente e a cui dedicò importanti saggi e trattati.

Si occupò anche di epigrafia greca, ideando il progetto editoriale delle Inscriptiones Graecae, di storia economica di Roma antica e, nell'ultima parte della sua vita, riconobbe nell'allora nascente papirologia il futuro degli studi classici.
Intellettualmente e scientificamente attivo fino all'ultimo dei suoi giorni, Mommsen pubblicò centinaia e centinaia di lavori (la bibliografia curata da Karl Zangemeister nel 1887 elencava già oltre mille titoli, che crebbero fino a oltre millecinquecento nell'aggiornamento di Emil Jacobs del 1905), dando un nuovo ordine allo studio della storia romana. Ha aperto la strada all'epigrafia, lo studio delle iscrizioni su pietra e legno. Se il suo lavoro più noto è l'incompleta Storia di Roma, il suo lavoro più rilevante è forse il Corpus Inscriptionum Latinarum, una collezione di iscrizioni romane alla cui raccolta contribuì l'Accademia delle Scienze di Berlino. Firmò l'edizione critica dei Digesta di Giustiniano nel primo volume dell'edizione del Corpus iuris civilis (1889) e l'edizione critica del Codex Theodosianus assieme a Paul Meyer (pubblicata postuma nel 1905; fu recensita da Paul Maas in Göttingische Gelehrte Anzeigen 168, 1906, pp. 641ss., e lo stemma codicum fu inserito a titolo esemplificativo nella Textkritik).
Durante il periodo in cui fu segretario della "Classe Storico-Filologica" dell'Accademia di Berlino (1874-1895), Mommsen organizzò innumerevoli progetti scientifici, principalmente edizioni delle fonti originali. La passione con cui esercitò l'attività accademica discendeva "da una considerazione molto elevata dei doveri della formazione, ed è in fondo anche la caratteristica che consentiva agli ascoltatori (tra cui Weber, nei suoi anni giovanili) di stabilire senza troppe difficoltà quanto era da attribuire alla valutazione soggettiva del docente". Per converso, un accademico con un'idea tanto forte della funzione pedagogica talvolta lasciò "ai discenti il compito di distinguere fra differenti piani di discorso, senza un fermo impegno da parte sua a non confondere fatti e valori, a separare il dover essere dall'essere".
Al di fuori dei campi di ricerca che l'hanno reso famoso, vale la pena ricordare l'edizione della Historia Ecclesiastica di Eusebio di Cesarea, nella traduzione di Tirannio Rufino, allestita per l'edizione curata da Eduard Schwartz nei Griechische Christliche Schriftsteller der ersten drei Jahrhunderte.

## Opere scientifiche
Come detto, la bibliografia di Mommsen è sterminata. L'indice delle sue opere è una vera e propria monografia, curata da Karl Zangemeister già nel 1887 e definitivamente aggiornata da Emil Jacobs nel 1905. Il simbolo † posto tra parentesi tonde ( ) indica opere pubblicate postume.
- Römische Geschichte, I-III, V (Leipzig 1854-56, 1885).[N 1]
- (con August Mommsen) Die römische Chronologie bis auf Caesar (1858).[N 2]
- Geschichte des römischen Münzwesens (1860).[N 3]
- Corpus Inscriptionum Latinarum (Berlin 1861-...).
- Römisches Staatsrecht (1871-1888).[N 4]
- Corpus iuris civilis, ed. Th. M., Paul Krüger, Rudolf Schöll, Wilhelm Kroll, vol. I: Digesta, recogn. Th. M. (Berlin 1889).
- Römisches Strafrecht (1899).[N 5]
- Codex Theodosianus, edd. Th. M., Paul Meyer (Berlin 1905). (†)
- Eusebius, Werke, 2. Bd., I-III, Die Kirchengeschichte, hrsg. von Eduard Schwartz; Die lateinische Übersetzung des Rufinus, hrsg. von Th. M. (Leipzig 1903-05).[N 6] (†)
- Römische Kaisergeschichte. Nach den Vorlesungs-Mitschriften von Sebastian und Paul Hensel 1882/86, hrsg. von Alexander und Barbara Demandt (Berlin 1992; II ed. 2004).[N 7] (†)

A questi titoli si aggiungono più di 1 500 ulteriori studi e trattati.

### Corpus Inscriptionum Latinarum
All'inizio della sua carriera scientifica, Mommsen già prevedeva una collezione di tutte le iscrizioni latine antiche conosciute, quando pubblicò le iscrizioni del Reame di Napoli (1852). Egli ricevette ulteriore slancio da Bartolomeo Borghesi di San Marino. Il Corpus Inscriptionum Latinarum completo doveva essere costituito da sedici volumi, di cui quindici comparsi durante la vita di Mommsen, cinque curati da Mommsen stesso. Il principio di base dell'edizione (al contrario delle raccolte precedenti) fu il metodo dell'autopsia (che in greco significa letteralmente "vedere da sé"), poiché tutte le iscrizioni esistenti furono esaminate de visu e confrontate con l'originale.

### Ulteriori pubblicazioni e progetti di ricerca
Mommsen ha svolto un ruolo importante nella pubblicazione dei Monumenta Germaniae Historica, nell'edizione dei testi dei Padri della Chiesa, nell'allestimento del Griechisches Münzwerk, un progetto sulle monete greche ancora in corso. Promosse le ricerche sul Limes (il confine tra Impero romano e tribù germaniche) e innumerevoli altri progetti, tra i quali una raccolta epigrafica oggi conservata al Museo campano di Capua.

## Premi e onorificenze
- A Mommsen fu assegnato nel 1902 il Premio Nobel per la letteratura per la sua monumentale opera sulla storia di Roma Römische Geschichte[3].
- La sua attività di numismatico fu premiata nel 1895 con l'assegnazione della medaglia della Royal Numismatic Society.
- L'asteroide 52293 Mommsen è dedicato a lui.

### Annotazioni
1. ↑  Storia Romana. Il lavoro più celebre di Mommsen, un classico dei trattati di storia, comparve in tre volumi fra il 1854 e il 1856 più un quarto (che in realtà era numerato come quinto) nel 1885; i primi tre espongono la storia romana dalle origini fino alla fine della repubblica romana e al governo di Cesare, che Mommsen ritrasse come uno dei maggiori statisti di tutti i tempi, mentre il quinto volume tratta delle province da Augusto a Diocleziano e si fonda principalmente su dati desunti dalle epigrafi. Le vicende politiche, particolarmente della tarda repubblica, sono attentamente confrontate con gli sviluppi politici del XIX secolo. Il quarto volume, che avrebbe dovuto trattare della Roma imperiale, fu ideato ma mai pubblicato, ed è stato ricostruito sulla base del fortunato ritrovamento degli appunti di uno studente di Mommsen a Berlino, Sebastian Hensel, che ne seguì i corsi tra il 1882 e il 1886.
2. ↑  Cronologia romana fino al tempo di Cesare.
3. ↑  Storia della moneta romana.
4. ↑  Diritto pubblico romano. Questo trattato sistematico di diritto pubblico romano, in cinque volumi, ha tuttora una grande importanza nello studio della storia antica.
5. ↑  Diritto penale romano.
6. ↑  Eusebio [di Cesarea], Opere, vol. 2, Storia ecclesiastica, ed. Eduard Schwartz; Traduzione latina di Rufino, ed. Th. M. (Leipzig 1903-05). L'opera presenta l'edizione del testo greco eusebiano e la traduzione di Rufino a fronte. Mommsen curò anche l'edizione della prefazione rufiniana, delle aggiunte e dei due libri supplementari composti ex novo da Rufino stesso; tutto ciò venne pubblicato nei Paralipomena al tomo 2.
7. ↑  Storia di Roma imperiale. Dagli appunti delle lezioni del 1882/86 di Sebastian e Paul Hensel. Cfr. Luigi Lehnus, Appunti di storia degli studi classici. Nuova edizione riveduta e ampliata, Milano, CUEM, 2007, p. 65. Il merito del ritrovamento si deve allo stesso Alexander Demandt, all'epoca professore di Storia antica alla Freie Universität Berlin, che nel 1980 scoprì casualmente gli appunti in una libreria antiquaria della capitale tedesca. Paul Hensel era il padre di Sebastian e non era un classicista, bensì un pittore. Il manoscritto originale è decorato da alcuni suoi bozzetti.